# Соціальна зміна
Соціа́льна змі́на — процес появи нових рис і елементів в соціальних структурах і в системах соціальних взаємостосунків; тип руху соціальних явищ, процесів та соціальних структур у суспільстві, в результаті якого виникають, нагромаджуються і трансформуються якісні відмінності між ними, створюється багатоманітність соціальної реальності.
Саме поняття фіксує факт зрушення, зміни в широкому розумінні слова. Соціальні зміни відбуваються на рівні міжособистісних відносин, на рівні організацій та інститутів, малих і великих соціальних груп, на місцевому, соцієтальному та глобальному рівнях.
Термін «соціальна зміна» був введений у науковий обіг 1923 р. американським соціологом У. Огберном у його книзі «Соціальна зміна». У вітчизняній соціології дане поняття вживалось рідко. Поширенішим було поняття «соціальний прогрес».
Витоки формування сучасного теоретичного бачення соціальної зміни пов'язують з загальносоціологічними теоріями К. Маркса, М. Вебера, Е. Дюркгейма. Величезне значення для становлення сучасної теорії соціальної зміни мали концепції соціокультурного розвитку людства, розроблені О. Шпенглером, А. Тойнбі, теорія соціокультурної динаміки П. Сорокіна. У своїх працях вони намагалися протиставити соціальному прогресу власне бачення світу як складної взаємодії культур, порушували питання про багатоманітність всесвітньо-історичного процесу, альтернативність соціокультурного розвитку.

## Теорії циклічних змін
Соціальна циклічність є повторенням подій, тенденцій минулого з новими кількісними і якісними елементами. Теорія життєвих циклів цивілізацій аналізується у працях А. Тойнбі. Вчений вважав, що світова історія являє собою виникнення, розвиток та занепад різних цивілізацій. Останні виникають та розвиваються у відповідь на «виклики» навколишнього природного та соціального середовища (погані природні умови, напад ворогів тощо).
Широке розповсюдження термін «соціальна зміна» дістав у 70-ті роки, коли він майже повністю витіснив з наукового обігу такі терміни як «прогрес» та «розвиток». Так, на думку А. Воскова «соціальна взаємодія, соціальні відмінності, соціальний розвиток, соціальна еволюція, соціальний прогрес та регрес є термінами, пов'язаними із спеціальним тлумаченням або оцінкою широких процесів соціальної зміни». Найважливішою ознакою соціальної зміни дослідники вважають її повсюдність. Зміни повсюдні не тільки у просторі, але й часі.

### Класифікація соціальних змін
Соціологія аналізує різні типи соціальних змін: еволюційні й революційні, короткострокові й довгострокові, організовані й стихійні, насильницькі й добровільні, усвідомлені й неусвідомлені, а також зміни на рівні індивіда, групи, організації, інституту, суспільства та ін.
Серед багатьох макросоціологічних теорій соціальних змін розрізняють три групи:
- соціокультурні (зміни в соціокультурній сфері — світогляді, релігії, системах цінностей, менталітеті соціальних груп, суспільств та епох.)
- індустріально-технологічні (інтерпретують соціальні зміни як похідні від змін в технології матеріального виробництва)
- соціально-економічні (зміни в економічному розвитку, точніше — діалектика взаємодії продуктивних сил і виробничих відносин.)

Якщо підсумувати існуючі у літературі типи соціальних змін, то в цілому можна навести наступну їх класифікацію. За масштабами:
- малі;
- маргінальні;
- всеохопні
- революційні зміни.

Зміни можуть охоплювати всю соціальну систему, а можуть надавати пріоритет якомусь одному аспектові елемента. Можуть бути:
- короткострокові;
- середньострокові;
- довгострокові.

Можуть вести соціальну систему до прогресу, розвитку або занепаду. Соціальні зміни відбуваються на рівні міжособистісних відносин, на рівні організацій та інститутів, малих і великих соціальних груп, на місцевому, соцієтальному та глобальному рівнях. За характером перебігу виокремлюють наступні різновиди соціальних змін:
- функціональні;
- реформи;
- революції;
- модернізації;
- трансформації;
- кризи.